# Jorbamauna
Jorbamauna är ett berg i Finland. Det ligger i Utsjoki kommun i landskapet Lappland, i den norra delen av landet, 1 100 km norr om huvudstaden Helsingfors. Toppen på Jorbamauna är 534 meter över havet, eller 122 meter över den omgivande terrängen. Bredden vid basen är 1,8 km. Jorbamauna ingår i Paistunturit.
Terrängen runt Jorbamauna är kuperad åt nordväst, men åt sydost är den platt.  Trakten runt Jorbamauna är nära nog obefolkad, med mindre än två invånare per kvadratkilometer. Omgivningarna runt Jorbamauna är i huvudsak ett öppet busklandskap.